# Тамим ал-Баргути
Тамим Ал-Баргути (арап. تميم البرغوثي; Каиро, 1977) је палестинско-египатски песник, колумниста и политиколог. Прозван „песником Јерусалима“ (شاعر القدس), он је један од најчитанијих песника у арапском свету. Докторирао је политичке науке на Универзитету у Бостону 2004. године. Одрастао је у породици заинтересованој за арапску књижевност. Његов отац је био палестински песник Мурид Баргути из села Деир Хасана, а мајка је египатски романописац и политички писац Радва Ашур.

## Биографија
Отприлике у време Тамимовог рођења, Египат је био у мировним преговорима са Израелом који су довели до споразума из Кемп Дејвида 1979. године. Председник Анвар Садат је тада протерао најистакнутије палестинске личности из Египта, укључујући Тамимовог оца, Мурида ал-Баргутија, када је Тамим имао пет месеци. Отишао би са мајком да посети свог прогнаног оца који живи у Будимпешти на одморима. Тамим је навео своје одвајање од оца као формацију његовог интересовања за политичке науке.
Године 1999. Тамим ал-Баргути је стекао диплому политичких наука на Факултету за економију и политичке науке Универзитета у Каиру. Затим је магистрирао политику и међународне односе на Америчком универзитету у Каиру. Стекао је докторат политичких наука на Универзитету у Бостону 2004. године. Уочи америчке инвазије на Ирак 2003. напустио је Египат у знак протеста због његовог става о инвазији. Између 2003. и 2004. радио је као колумниста у The Daily Star у Либану, пишући о арапској култури, историји и идентитету. Затим је радио за Уједињене нације у Одељењу за палестинска права, Одељењу за политичка питања и питања изградње мира, а 2005. и 2006. године у Мисији УН у Судану.
Предавао је политичке науке као доцент на Америчком универзитету у Каиру. Године 2007. постао је сарадник на Берлинском институту за напредне студије. Такође је радио као гостујући професор на Слободном универзитету у Берлину и Универзитету Џорџтаун у Вашингтону. Тамим ал-Баргути је показао своју подршку праву палестинског народа да се одупре окупацији и апартхејду у многим својим видео снимцима и изјавама, последњим видео снимком под називом „њено ослобођење... је почело“. Он је такође осудио палестинске власти. Има серију кратких културних видео записа о АЈ+ на арапском под називом Ma'a Tamim у којима рецитује оригиналну поезију или расправља о темама из књижевности, уметности и историје.
У фебруару 2021, Тамимов отац, познати палестински песник Мурид Баргути, умро је у 76. години у јорданској престоници Аману, након што је већи део свог живота провео у егзилу.
Тамим је одржао говор на церемонији затварања Светског првенства у фудбалу 2022. у Катару.

## Књижевност и утицаји
Његово интересовање за књижевност почело је око 12 или 13 година са скраћеном верзијом Kitab al-Aghani Абу ал-Фараџа ал-Исфаханија. Затим је прочитао коментар на седам дугих Mu'allaqat, Ибн Абд Рабихов Al-ʿIqd al-Farīd и Ал-Мубаррадов Kitãb al-Kāmil fi-l-Lugha wa-l-Adab. У младости је такође упознао и био под утицајем личности попут Емила Хабибија, Махмуда Дарвиша, Садија Јусефа, Садалаха Вануса, Ахмеда Фуада Негма и Абдела Рахмана ел Абнудија. Касније се дружио са песницима млађе генерације, укључујући Ибн Амин Ахмеда.
Тамим ал-Баргути је написао своју прву песму „Allah Yahdiha Falastīn“ (الله يهديها فلسطين) на колоквијалном палестинском арапском када је имао 18 година. Свој први диван, или књигу поезије, под насловом Mijna (ميجنا) — такође на колоквијалном палестинском арапском — објавио је 1999. када је имао 22 године. Његова друга збирка поезије, под насловом el-Munzir (المُنْظِر), објављена је следеће године на египатском колоквијалном арапском језику. Написао је две песме које су му донеле популарност и признање критике: прва је била "'Kaluli: Bathab Masr?" (قالولي: بتحب مصر؟ „Питали су ме: Да ли волиш Египат?“) написано на египатском колоквијалном арапском језику, а други је био „Maqām 'Iraq“ (مقام عراق „Maqam of Iraq“) 2005.
Године 2004. написао је песму Fi l-Qudsi (في القدس „У Јерусалиму“) коју су критичари хвалили. Песма је 2007. постала вирална док ју је прочитао на конкурсу за поезију Амир-Ал-Шура (أمير الشعراء; Prince of the Poets). „У Јерусалиму и другим песмама“ била је његова прва збирка поезије преведена на енглески.

## Одабрани радови

### Академски радови
- The Umma and Dawla: The Nation-State and the Arab Middle East. London: Pluto Press. 2008.
- „الوطنية الأليفة” [Benign Nationalism]. Political Science-Middle East History (на језику: арапски). Cairo: The Centre of Contemporary Egyptian History of the Egyptian National Library. 2007.
- Davis, Rochelle; Kirk, Mimi, ур. (2013). „War, Peace, Civil War: a Pattern?”. Palestine and the Palestinians in the 21st century. Bloomington: Indiana University Press.
- Shahin, Emad El-Din, ур. (2014). „The Post-Colonial State: The Impossible Compromise”. The Oxford Encyclopedia of Islam and Politics. Oxford University Press.
- Shehadeh, Raja; Johnson, Penny, ур. (2015). „Cracking Cauldrons”. Shifting Sands: the Unraveling of the Old Order in the Middle East. London: Profile Books.

### Збирке поезије
- Ya Masr Hanet. Dar Al-Shorouk. 2011.
- Fi Al-Quds. Cairo: Dar Al-Shorouk. 2008.
- Maqam Iraq. Cairo: Dar Atlas. 2005.
- Qalu li Bethebb Masr. Cairo: Dar el-Shourouk. 2002.
- Al-Manzhar. Cairo: Dar el-Shourouk. 2002.
- Mijana. Ramallah: Palestinian House of Poetry. 1999.